# Майер, Ханс-Йоахим
Ганс Иоахим Майер (нем. Hans Joachim Meyer; 13 октября 1936, Росток — 29 марта 2024, Потсдам) — немецкий политик (ХДС) и лингвист, последний министр образования и науки ГДР с апреля по октябрь 1990 года.
Сын аптекаря и учительницы.
Окончив среднюю школу в родном Ростоке в 1955 году, поступил в Немецкую академию политических наук и права в Потсдаме. В 1958 году был исключен из по политическим причинам — из-за «отсутствия связи с рабочим классом» («mangelnder Verbindung zur Arbeiterklasse») — и работал на заводе компании VEB Lokomotivbau Potsdam-Babelsberg. С 1959 по 1964 год изучал английский язык и историю в Берлинском университете имени Гумбольдта и окончил его со степенью по филологии. Оставался в университете в качестве преподавателя, старшего научного сотрудника и профессора с 1964 по 1990 год. В 1971 году получил степень доктора философии, защитив диссертацию на тему «Семантический анализ современной английской глагольной частицы „up“ в сравнении с родственными английскими и немецкими глагольными частицами».
В 1981 году защитил докторскую диссертацию (хабилитация) «Английские глаголы для описания избранных вопросов научной коммуникации, семантических валентных структур и типичных структур предложений». С 1985 по 1990 год профессор кафедры прикладной лингвистики.
После мирной революции и свободных выборов в Народную палату ГДР с апреля по октябрь 1990 года занимал пост министра образования и науки в правительстве де Мезьера. В этом качестве с мая 1990 года возглавлял делегацию ГДР в Объединённой комиссии по образованию, задачей которой была подготовка слияния двух немецких систем образования на уровне министерств. Результаты работы этой комиссии были включены в Договор об объединении (статья 37 «Образование» и статья 38 «Наука и исследования») и реализованы в политическом и практическом плане.
В августе 1990 года вступил в ХДС. После отставки министра исследований и технологий Франка Терпе (СДПГ) 20 августа 1990 года также возглавил его ведомство на последние несколько недель до ликвидации ГДР.
Сразу после объединения Германии в октябре 1990 года был назначен в кабинет премьер-министра Курта Биденкопфа в Дрездене, там с 1990 по 2002 год занимал пост министра науки и искусств Саксонии.
В 1990 году стал членом Исполнительного комитета Центрального комитета немецких католиков, а в 1994 году — его вице-президентом. С 1997 по 2009 год председатель Центрального комитета немецких католиков. В 2003 году в этом качестве председательствовал на Первом Экуменическом церковном конгрессе в Берлине.
Награды и звания:
- 2002: Почётный доктор Технического университета Дрездена.
- 2003: Почётный член Саксонской академии наук.
- 2005: Большой крест «За заслуги перед Федеративной Республикой Германия»
- 2013: Премия Ганса-Олафа-Хенкеля — Премия за научную политику
- 2015: Саксонский орден «За заслуги»
- 2017: Орден Святого Григория Великого (Командор).

Автор мемуаров:
- In keiner Schublade — Erfahrungen im geteilten und vereinten Deutschland. Herder-Verlag, Freiburg 2015, ISBN 978-3-451-32968-5.